# Duivendrechtsebrug
De Duivendrechtsebrug (brug nr. 1267) is een tafelbrug liggend in de gemeenten Amsterdam en Ouder-Amstel. De brug is gelegen in de Amsterdamse Rozenburglaan, die sinds de opening van de laatste brug vanuit Amsterdam-Oost doorloopt tot de Randweg aan de oostzijde van Duivendrecht.
Deze oeverbinding is de zoveelste in een rij sinds 1686. Sinds de drooglegging van de Watergraafsmeer in 1629 liep de hoofdverbinding van Amsterdam naar Utrecht via Duivendrecht, dan nog een soort buurtschap omringd door polderlandschap. De eerste brug was een valbrug en werd Kuipertjesbrug genoemd, naar een vatenmakerij in de buurt. Deze brug lag ten westen van de huidige brug uit 1988. De wegen naar/vanaf de brug werden steeds zo ingepland dat ze aansloten op die brug die haar landhoofden had in de dijken van twee polders (Diemermeerpolder en Grote Duivendrechtse Polder). 

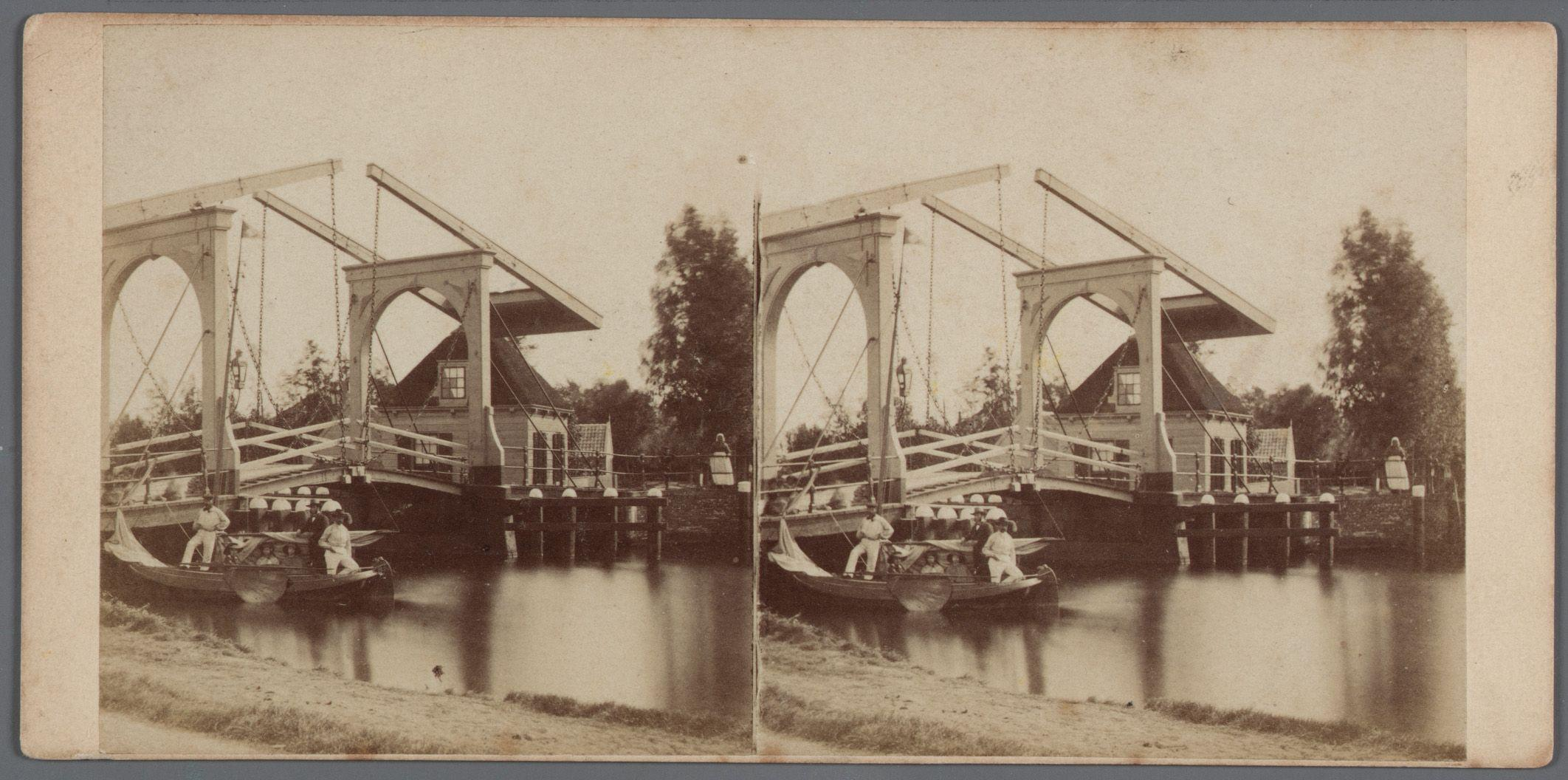
Duivendrechtsebrug tussen 1860 en 1865

Tot 1871 volgen vernieuwingen in de vorm van houten bruggen elkaar op. In 1871 kwam er een draaibrug van ijzer en hout. In 1925 werd de brug door een aanvaring ontzet en onbruikbaar. Er kwam een tijdelijk veerbootje voor in de plaats maar de brug werd 22 november 1925 na een provisorische reparatie weer opengesteld voor verkeer. De brug stond in die tijd al op de kaart om vervangen te worden. Het tijdelijke veerbootje kon toen weer worden opgeheven. In december 1925 werd een aanbesteding uitgeschreven voor een nieuwe onderbouw; de bovenbouw volgde niet veel later. In 1927 werd de ijzeren ophaalbrug geopend en die lag vijf meter ten oosten van de oude draaibrug in het verlengde van de Rijksstraatweg naar de Weesperzijde. Tot de opening van de rijksweg A2 in 1954 moest al het verkeer tussen Amsterdam en Utrecht over deze brug, niet alleen privévervoer, maar ook openbaar vervoer. De weg kreeg in de jaren steeds meer ondersteuning van de Middenweg (richting Amersfoort) en Gooiseweg, die (vanuit Amsterdam bezien) voor de brug lag en een knik naar het oosten maakte richting Diemen. Er kwam een aansluiting op de uit Amsterdam-Oost komende Rozenburglaan die via een kruising met de Gooiseweg middels een S-bocht en brug aansloot op de Rijksstraatweg Duivendrecht. Die kruising werd steeds drukker en was in 1975 dé black spot (verkeersongelukken) van Amsterdam.
Tot de komst van de metro in 1977 werd de brug in het spitsuur zeer intensief bereden. Zo reden er per spitsuur ongeveer 200 stads- en streekbussen over de brug, waaronder de zeer zware buslijn 55. Er was in het spitsuur dan ook vrijwel altijd sprake van filevorming en vertraging, ook op de aansluitende slecht bestrate serpentine-achtige Gooisehulpweg en op de Rozenburglaan.
De brug uit 1927 bleef in gebruik tot 1987. In verband met de nadering van de Rijksweg 10 tot Duivendrecht moest er gebouwd worden aan de aansluiting Gooise weg en die Rijksweg. Voor het eerst in eeuwen werd het idee losgelaten om de wegen aan te sluiten op de brug. De nieuwe brug/bruggen wordt/worden zo neergelegd dat ze aansluit op de rechtgetrokken wegen. Daartoe moest in Duivendrecht een terrein onteigend worden om de verlengde Rozenburglaan te kunnen aanleggen. Rijkswaterstaat liet er een nieuwe dubbele tafelbrug bouwen. Door het rechttrekken van de Rozenburglaan moest de nieuwe betonnen brug een stuk oostelijker liggen dan de oude brug. Ook de Gooiseweg werd hier recht getrokken; in plaats van richting Diemen te gaan, gaat ze naast de Rozenburglaan over de Weespertrekvaart Duivendrecht, in richting Amsterdam-Zuidoost. Het complex aan bruggen komt vervolgens onder de Gooise knoop te liggen; de afslag Duivendrecht aan de Rijksweg 10. 
In 2017 vond er groot onderhoud plaats aan de brug. De bediening van de brug is centraal geregeld; het brugwachtershuisje is vanaf 2012 (deels) in gebruik als overnachtingsverblijf.
Bus 41 van het GVB rijdt over de brug.

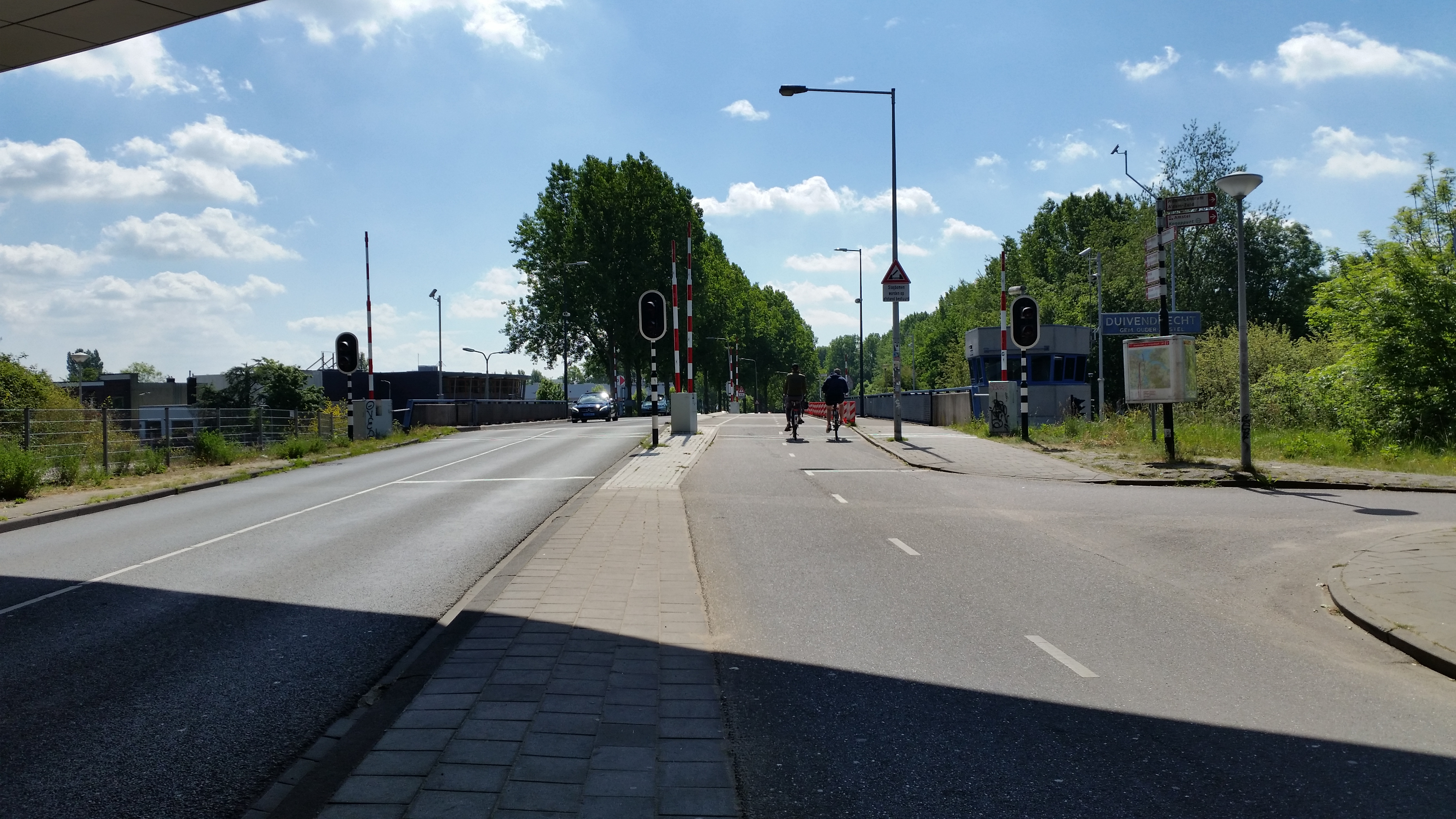
Overzicht Duivendrechtsebrug richting Duivendrecht (mei 2020)

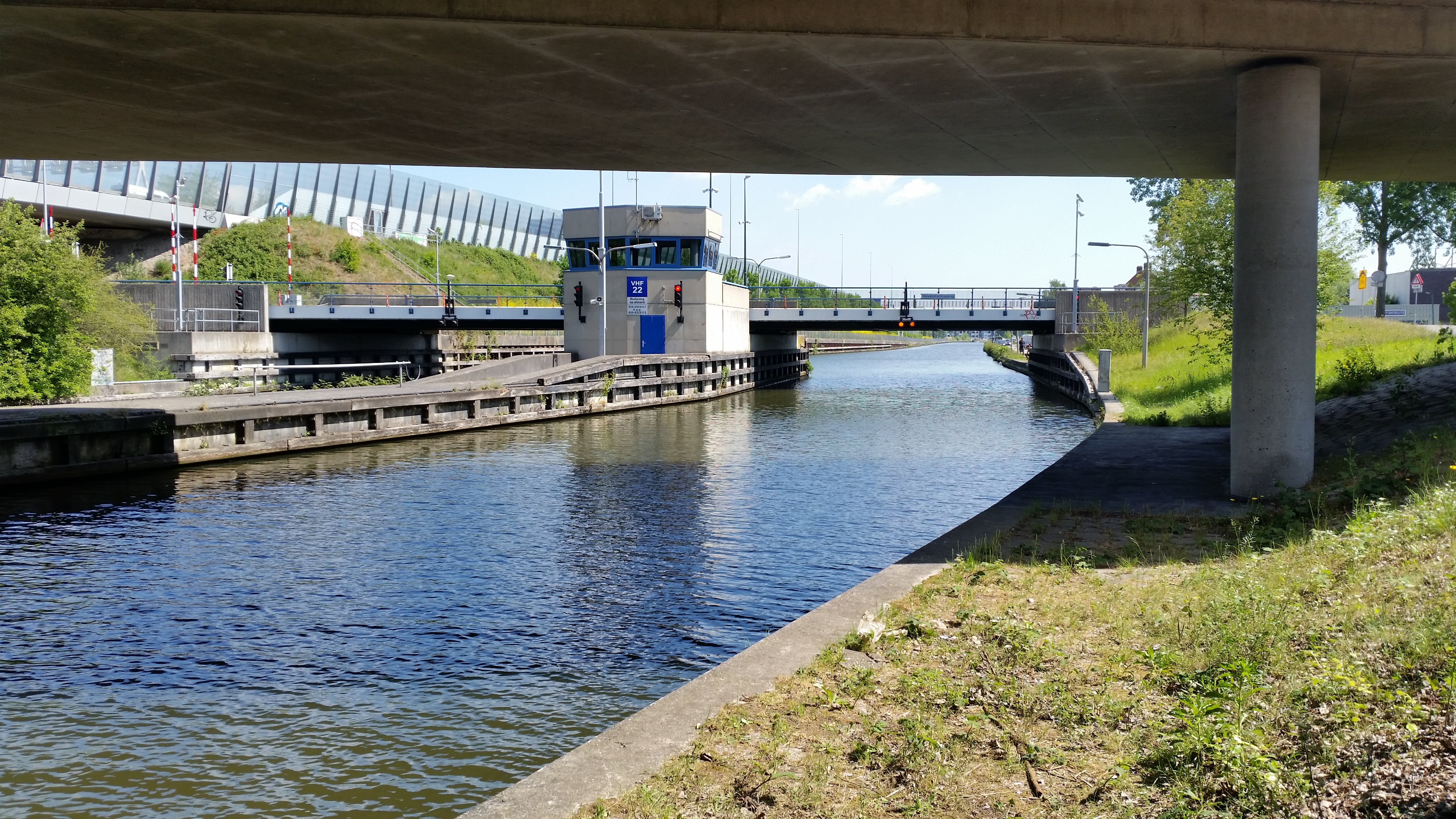
Duivendrechtsebrug vanonder viaduct Gooise weg; links Rijksweg 10

<<< · 1201 · 1207 · 1208 · 1209 · 1210 · 1211 · 1212 · 1213 · 1216 · 1217 · 1218 · 1219 · 1220 · 1221 · 1223 · 1224 · 1230 · 1231 · 1246 · 1259 · 1260 · 1261 · 1263 · 1264 · 1265 · 1266 · 1267 · 1268 · 1269 · 1270 · >>>
Brugnummers 1200, brug 1202 (Ouder-Amstel), 1203-1206, 1214, 1215, 1222, 1225-1229, 1232-1245, 1247-1258, 1262 en 1271-1299 zijn niet (meer) in gebruik.